# Fulgencio González Gómez
Fulgencio González Gómez fue un militar español.

## Biografía
Militar profesional, pertenecía al arma de infantería. Realizó estudios en la Academia de Infantería de Toledo, de la que se licenció en 1921 como segundo teniente.
En julio de 1936 ostentaba el rango de capitán y se encontraba destinado del Regimiento de infantería «Almansa» n.º 15 de Tarragona. Tras el estallido de la Guerra civil se mantuvo fiel a la República, integrándose después en el nuevo Ejército Popular de la República. En la primavera de 1937 fue nombrado comandante de la 49.ª Brigada Mixta, al mando de la cual tomó parte en la batalla de Brunete. Posteriormente ostentó el mando de la 67.ª División, unidad creada finales del verano de 1937 y con la cual intervendría en los frentes de Extremadura y Levante. A lo largo de la contienda llegó a alcanzar el rango de comandante de infantería.
El 14 de marzo de 1939, cerca del final de la guerra, el Consejo Nacional de Defensa le nombró comandante del XIII Cuerpo de Ejército.